# Bulverde, Texas
Bulverde là một thành phố thuộc quận Comal, tiểu bang Texas, Hoa Kỳ. Năm 2010, dân số của xã này là 4630 người.

## Dân số
- Dân số năm 2000: 3761 người.
- Dân số năm 2010: 4630 người.